# 久松かおり
久松 かおり（ひさまつ かおり、1995年5月1日 - ）は、日本の元グラビアアイドル。女性アイドルグループ・サンミニ（旧：サンミニッツ）の元メンバー。
兵庫県出身。プラチナムプロダクションに所属していた。現在芸能活動を休止している。

## 経歴
「家族の中で1人くらい芸能をやっている子がいたら面白いよね」という家族でのノリから、姉がオーディション用紙を送ったことが芸能界デビューのきっかけ。高校1年の時に上京し、プラチナムプロダクションと契約を結ぶ。
2013年、アイドルユニット『サンミニッツ』を結成。イメージカラーは「オレンジ」。2017年7月1日で解散したが、こちらでは結成から解散まで残り続けた唯一のメンバーだった。
グループ活動の傍らソロでイメージDVDを発表しており、2014年、サイパン島にて撮影された初DVD作品『ピュア・スマイル』、2015年にはバリ島にて撮影された2作目のDVD『はたち』を発売。
2015年7月より、日テレジェニック2015候補生として、『人気者になろう!』に出演。同年9月、候補生11名の中から日テレジェニック2015に選ばれる。前年に中原未來が落選したプラチナムとしてはリベンジを果たす結果となった。それ以降日テレジェニックが休止中のため、最後の日テレジェニックのうちの一人ともなっている。
2016年5月12日発売、集英社「ヤングジャンプ」No.24に掲載された、「サキドルエースSURVIVAL SEASON5」にサンミニ代表としてエントリー。
2020年5月1日、25歳の誕生日に8作目にして最後のイメージDVD『ラストシーン』が発売された。久松曰く、「DVDでのグラビアを始めたときに、『25歳を節目に』とは考えていたので、これでラストにしようと思いました」とのこと。このDVDでグラビアアイドルを卒業。
2020年6月5日、同年5月31日をもってプラチナムプロダクションを退社した事をSNSで発表した。今後の活動については、「しばらく休み、ゆっくり考えていきたい」とし、SNSは続けていく。
2022年5月9日、結婚したことをSNSで報告した。
2022年11月22日、同年11月9日に第1子となる男児を出産したことを自身のInstagramで報告した。

## 人物
- 兄が1人、姉が2人の4人兄妹の末っ子。
- Tokyo Cheer② Partyの元メンバー・山田真帆や、中山絵梨奈、三木にこると仲が良い[18]。
- 趣味は散歩、映画[19]、人間観察[20]。

## 作品

### DVD
- ピュア・スマイル（2014年12月19日、竹書房）
- はたち（2015年5月21日、ギルド）
- かおりんと一緒（2016年2月19日、イーネットフロンティア）
- かおりいろ（2017年11月22日、イーネットフロンティア）
- Love Forever（2018年5月18日、竹書房）
- チョコチップLOVE（2019年3月21日、ギルド）
- countdown（2019年12月20日、ラインコミュニケーションズ）
- ラストシーン（2020年5月1日、ギルド）

## 出演

### バラエティ番組
- 次世代アイドル発掘バラエティー 人気者になろう!（2015年7月3日 - 9月18日、日本テレビ）[21][22]
- 東京暇人（2016年1月15日、日本テレビ）[23]
- 一夜づけ （2016年4月 - 2017年3月、テレビ東京）
- マスカットナイト・フィーバー（2017年8月30日、9月20日）[24][25]
- 邪道だらけの夜の大運動会2018（2018年4月30日 - 5月1日、AbemaTV AbemaSPECIAL2）

### 映画
- 天使じゃないッ！（2018年4月14日、日本出版販売） - ラミー 役[26]
- 天使じゃないッ！2（2018年4月15日、日本出版販売） - ラミー 役[27]
- 教科書にないッ！5（2019年、日本出版販売） - 王子明菜 役[28]

### ドラマ
- IQ246～華麗なる事件簿～（2016年12月4日、TBS）[29]

### CM
- キングオブファイターズ’98UM OL